# عکاسی هوانوردی

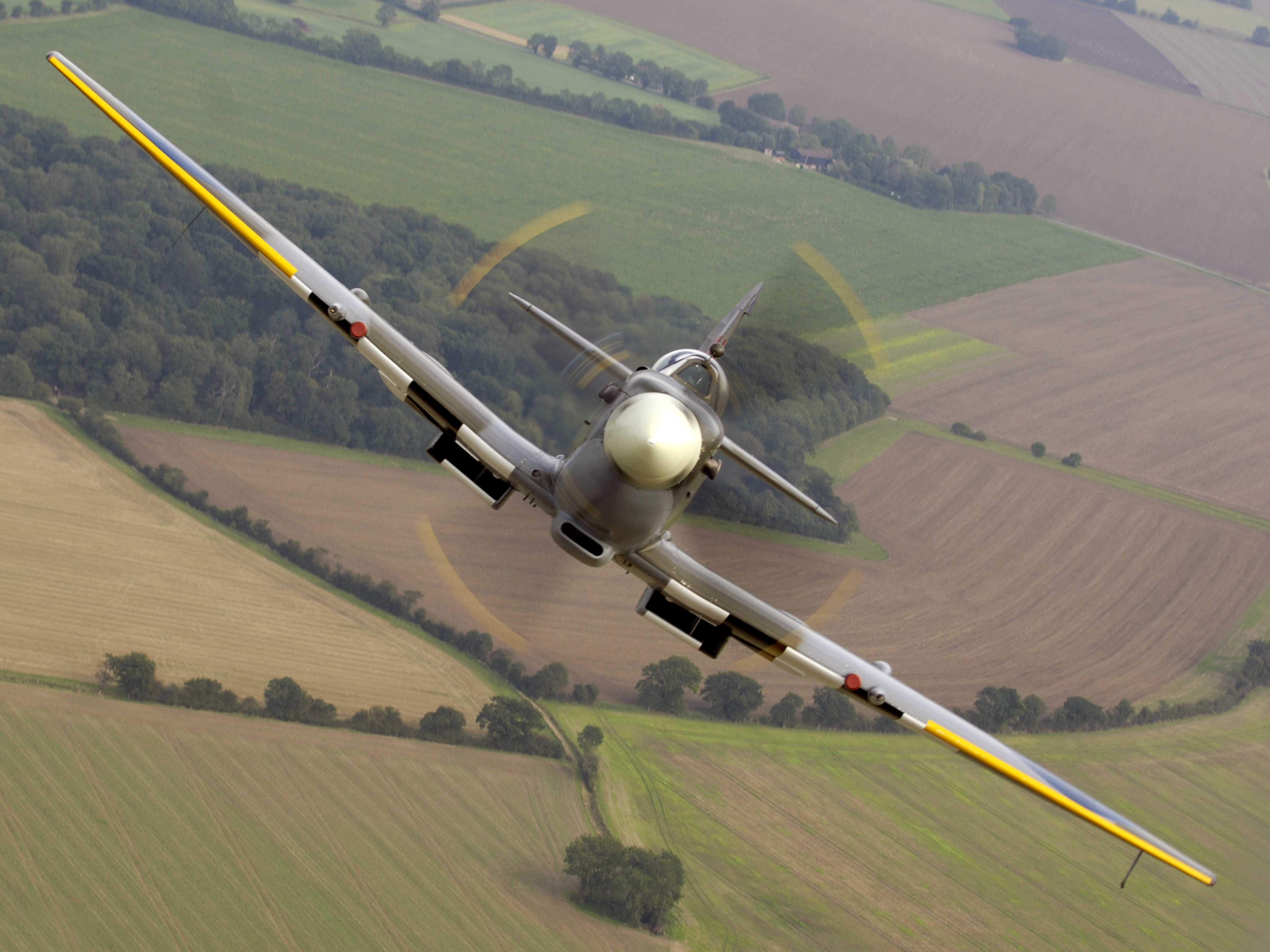
تصویر هوا به هوا از اسپیت فایر

عکاسی هوانوردی نوعی عکاسی است که در آن عکاس از یک هواگرد مثل هواپیما یا هلی‌کوپتر عکاسی می‌کند. انواع عکاسی هوانوردی شامل عکاسی هوا به هوا، زمین به هوا، زمین‌ایستا و عکاسی از راه دور است. عکاسی هوانوردی نظامی، به ویژه از نوع هوا به هوا، به مهارت‌های بیشتری نیاز دارد، زیرا هواپیمای حامل عکاس و هواپیمای سوژه اغلب با سرعت بیش از ۱ ماخ پرواز می‌کنند.

## انواع

### زمین‌ایستا

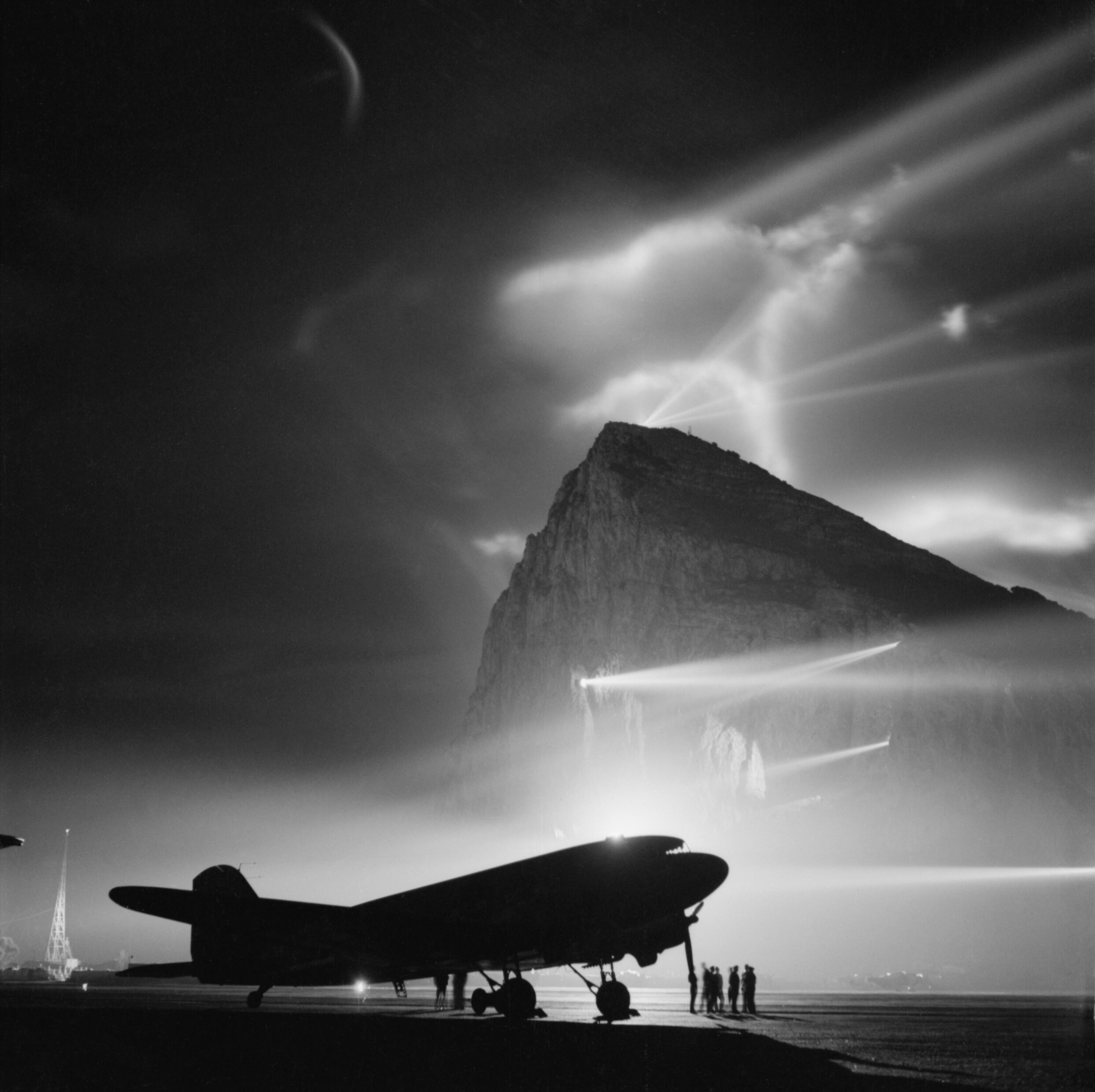
یک داگلاس دی‌سی-۳ متعلق به شرکت BOAC ، که در شب در جبل الطارق توسط نورافکن روی صخره نمایان شده است.

در عکاسی زمین‌ایستا، عکاس از هواپیمایی که روی زمین به صورت ثابت ایستاده است عکاسی می‌کند. این عکس‌ها می‌توانند از نمای بیرونی، فضای داخلی و یا جزئیات هواپیما باشند. در این نوع، عکاس کنترل کاملی بر نور، محل قرارگیری هواپیما، زوایای دوربین و پس‌زمینه دارد. درگیر کردن موضوعات دیگر مانند خلبان یا هواپیماهای دیگر در عکاسی زمینی بسیار ساده‌تر از سایر انواع عکاسی هوایی است.

### ترمینال فرودگاه

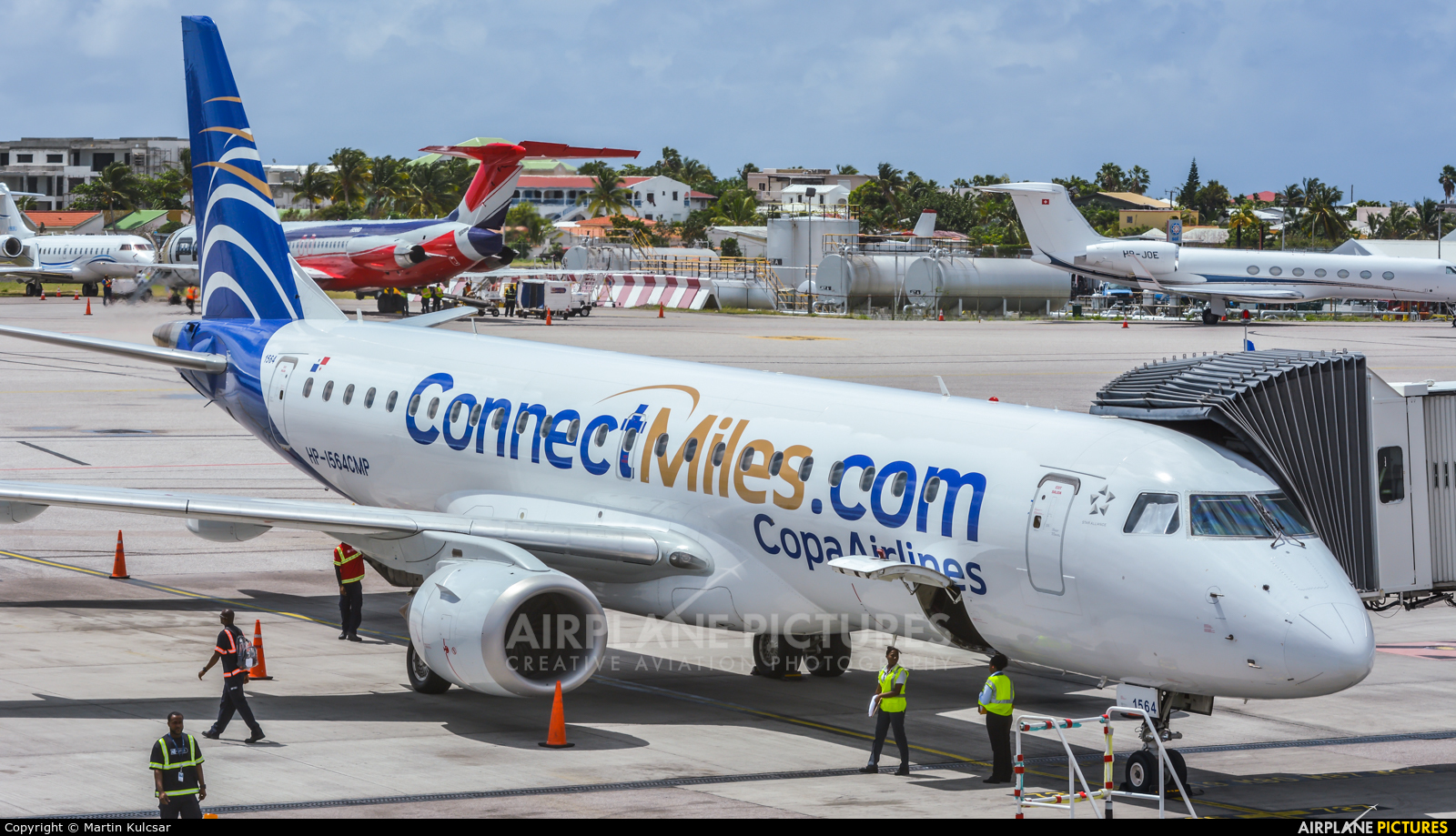
یک هواپیمای امبرائر ۱۹۰ از خطوط هوایی کوپا - در فرودگاه پرنسس جولیانا (SXM)

در عکاسی از ترمینال فرودگاه، عکاس از پنجره ترمینال فرودگاه از محیط فرودگاه و هواپیماها عکاسی می‌کند. این نوع عکاسی معمولاً زمانی اتفاق می‌افتد که در انتظار پرواز هستیم. برخی از فرودگاه‌ها دارای پنجره‌ها یا مناطق دیدبانی هستند که عکاس‌ها می‌توانند از آن زوایا از فرودگاه عکاسی کنند. برای کنترل بهتر تابش خیره‌کننده از ترمینال، هنگام عکاسی از شیشه، فیلتر پولاریزه توصیه می‌شود.

### زمین به هوا
در عکاسی زمین به هوا، عکاس‌ از هواپیماهای در حال پرواز عکاسی می‌کند در حالی که خودش روی زمین است. این نوع عکاسی در نمایشگاه‌های هوایی یا فرودگاه‌ها رایج است. به طور کلی، به دلیل فاصله بیشتر بین عکاس و هواپیمای هدف، استفاده از لنز عکاسی با فوکوس بلند (تله) ضروری است. این نوع عکاسی یکی از محبوب‌ترین انواع عکاسی هوایی است.

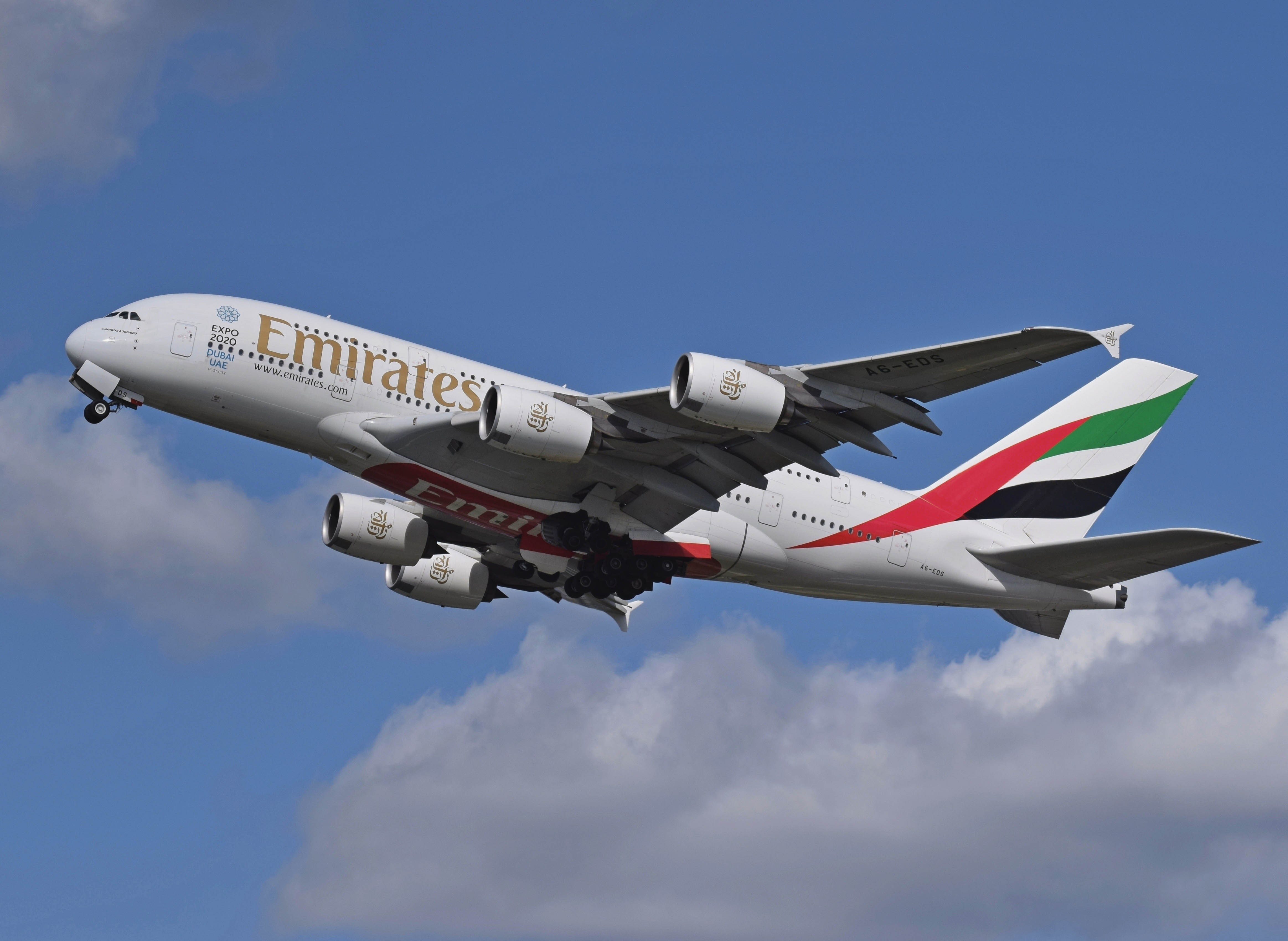
عکس زمین به هوا از ایرباس ای۳۸۰ امارات در حال خروج از فرودگاه هیترو لندن
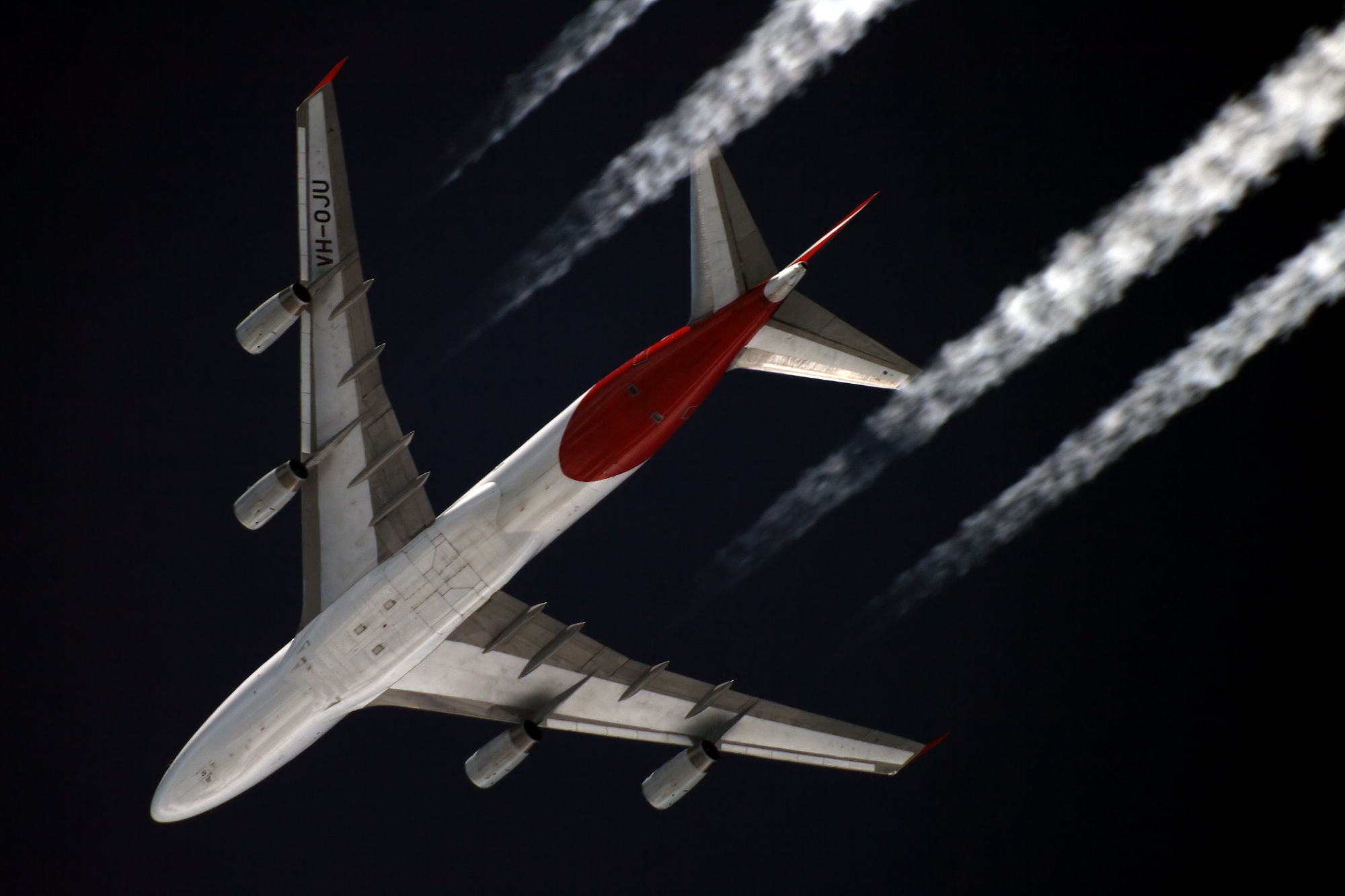
یک هواپیمای کانتاس بوئینگ ۷۴۷-۴۰۰ در حال پرواز بر فراز استاربیوو، مسکو در فاصله ۱۱ کیلومتری. این هواپیما از روی زمین با استفاده از دوربین Canon 400D عکاسی شده است.
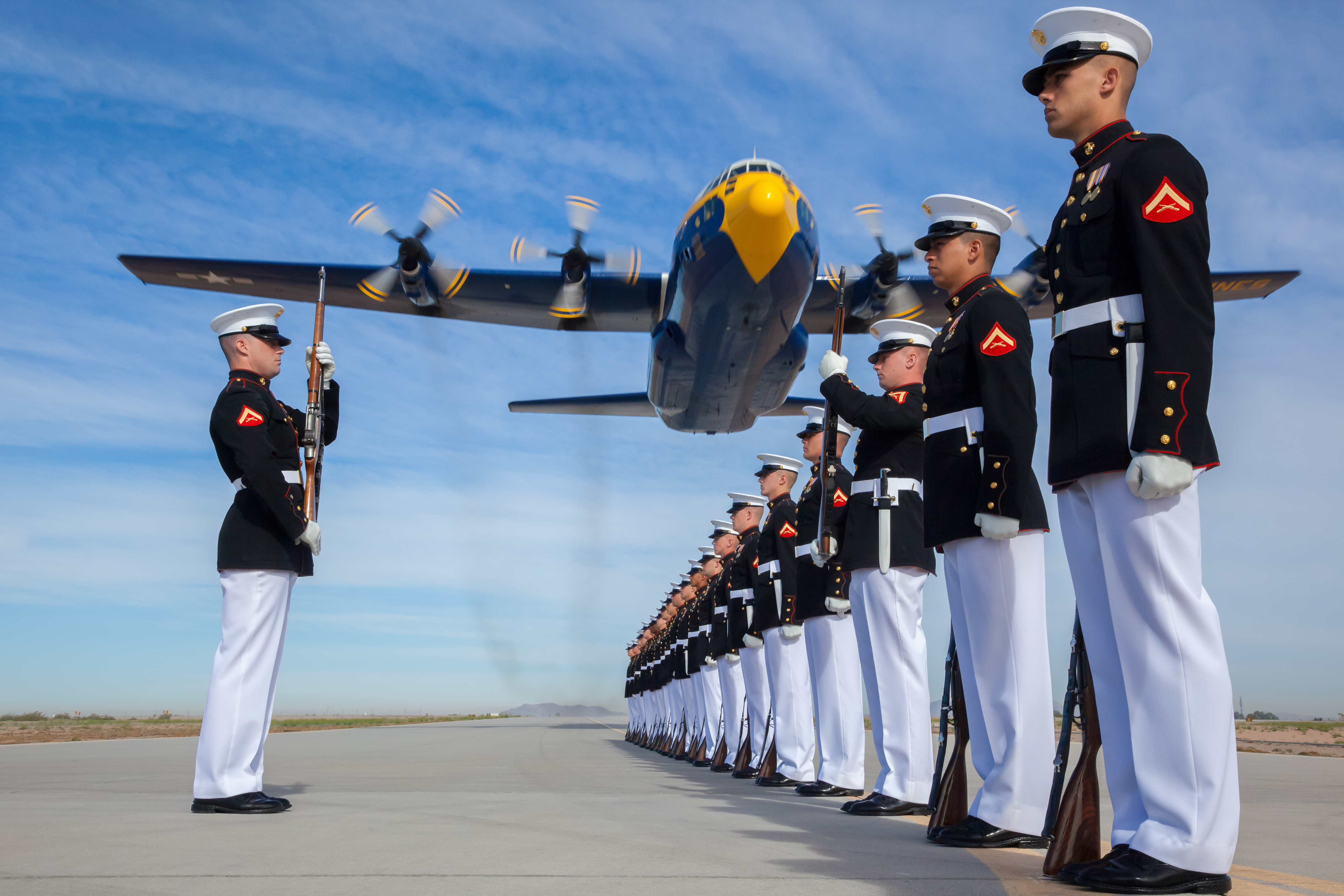
هواپیمای سی-۱۳۰ هرکولوس مشهور به فت‌آلبرت متعلق به تیمفرشتگان آبی، بر فراز تفنگداران دریایی در ایستگاه هوایی نیروی دریایی یوما پرواز می‌کند.

### هوا به هوا

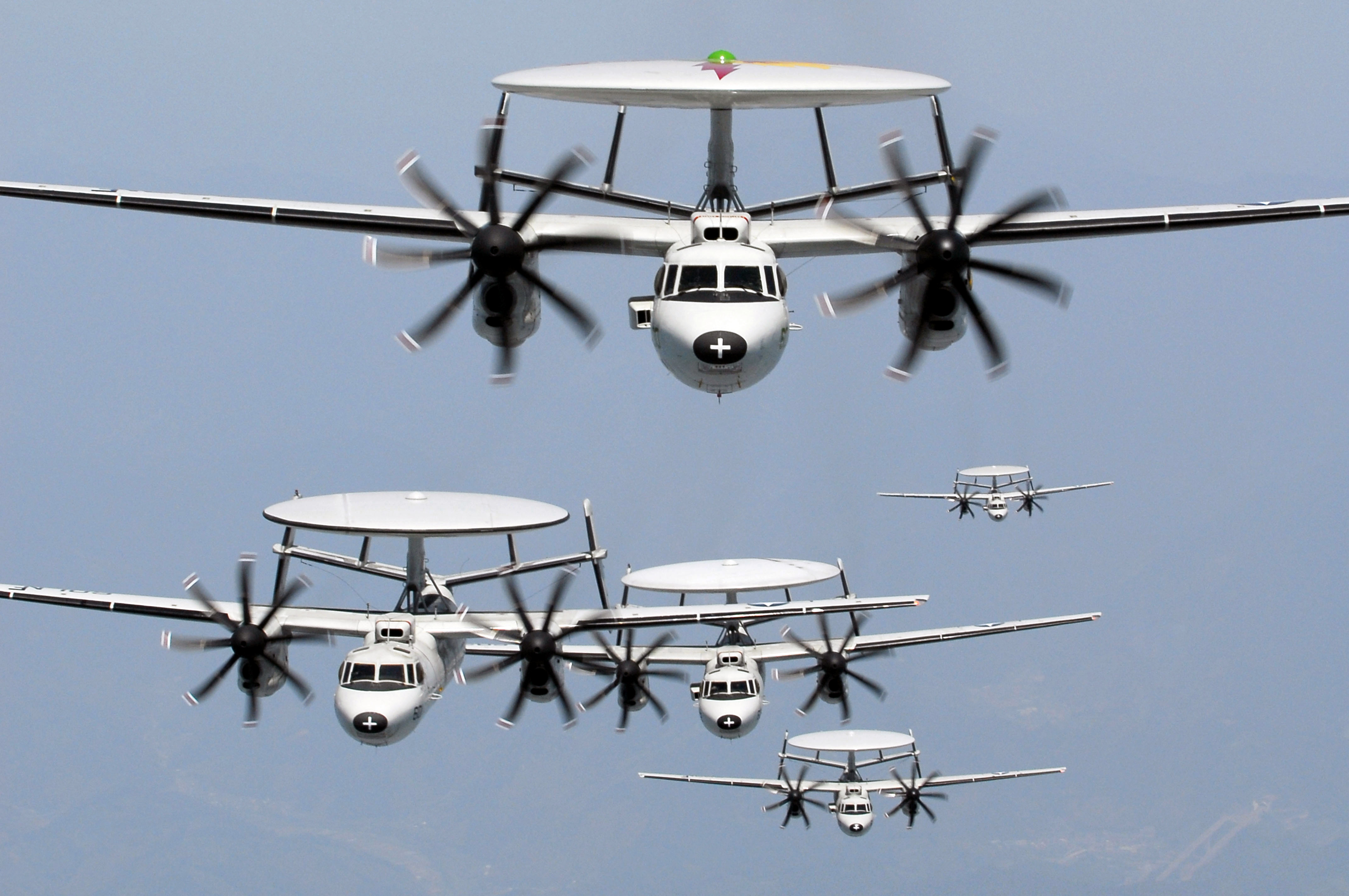
۵ فروند هواپیمای هشدار اولیه نورث روپ گرومن ئی-۲ هاوک‌آی در مقابل کوه فوجی پرواز می‌کنند.

عکاسی هوا به هوا نوعی از عکاسی هوانوردی است که در آن عکاس از درون یک هواپیمای در حال پرواز از یک هواپیمای در حال پرواز دیگر عکاسی می‌کند.این نوع عکاسی به عکاس اجازه می‌دهد تا سوژه را در مکان‌ها و زوایای خاصی قرار دهد تا مطلوب‌ترین عکس را بگیرد. برخی از مواردی که برای دستیابی به بهترین نتایج در این نوع عکاسی باید در نظر گرفته شوند نور و پس زمینه است. نور مناسب از طریق قرارگیری صحیح هواپیما نسبت به خورشید حاصل می‌شود و به همین دلیل پروازهای عکاسی تنها در زمان‌های خاصی از روز انجام می‌شود و یا مسیر پروازی به گونه‌ای چیده می شود که نور خورشید به‌درستی روی هواپیمای مورد نظر قرار گیرد.

### از راه دور
عکاسی از راه دور نوعی از عکاسی هوایی است که در آن دوربین به بخش خارجی هواپیما نصب شده و از راه دور با استفاده از یک سیستم شاتر مکانیکی یا الکتریکی فعال می‌شود. این نوع عکاسی نیاز به برنامه‌ریزی دقیق دارد، زیرا ترکیب‌بندی تصویر باید زمانی که هواپیما روی زمین است انجام شود و عکاس در حین پرواز به دوربین دسترسی ندارد. این نوع عکاسی یکی از نادرترین انواع عکاسی هوایی است. اولین بار در سال ۱۹۷۷ عکاسی از راه دور به صورت مستقیم و نزدیک توسط ریچارد کوک، عکاس، و آلن وویل، افسر ارشد مهندسی تیم پیکان‌های سرخ، به کار گرفته شد. آن‌ها یک نگه‌دارنده دوربین برای نصب زیر بدنه یک هواپیمای اضافی تیم از نوع فولاند نت طراحی کردند. پس از آموزش دقیق خلبانان در زمین، عکاس در حین پرواز از صندلی عقب هواپیمای دوربین، دوربین را با استفاده از شاتر مکانیکی که توسط یک سولونوئید و از طریق چراغ ضدتصادف فعال می‌شد، کنترل کرد. دوربین نیکورمات (Nikkormat) با لنز واید ۲۴ میلی‌متری نیکور (Nikkor)، به سمت تیم پیکان‌های سرخ که در حال پرواز بودند قرار گرفت و این عکس به سفارش مجله تلگراف‌ساندی (Telegraph Sunday) در تاریخ ۳ ژوئیه ۱۹۷۷ در صفحه اول این مجله منتشر شد.

## مراجع
مشارکت‌کنندگان ویکی‌پدیا. «Aviation photography». در دانشنامهٔ ویکی‌پدیای انگلیسی، بازبینی‌شده در ۴ ژانویهٔ ۲۰۲۵.